# Nemacheilus pezidion
Nemacheilus pezidion — вид коропоподібних риб родини немахейлових (Nemacheilidae). Описаний у 2022 році.

## Поширення
Ендемік Лаосу. Поширений у річці Конг в провінції Аттапи на півдні країни. Мешкає в місцях існування з помірною течією, на мулистому або гравійному дні.

## Опис
Вид відрізняє від інших Nemacheilidae у Південно-Східній Азії унікальний колірний малюнок, що складається з чорної середньої смуги та середнього ряду з 11–15 вузьких сідел. Крім того, у самця є кулястий підочноямковий щиток з горбками по задньому краю, а також грудний плавець з потовщеними передніми променями, а також розгалужені промені 1–4 і негорбові подушечки позаду них, вкриті дрібними горбками.